# Komarovieae
Komarovieae, tribus štitarki. Sastoji se od 8 rodova čije su vrste rasprostranjene isključivo po Aziji. 
Tribus je opisan 2009.

## Rodovi
1. Hansenia Turcz. (8 spp.)
2. Parasilaus Leute (1 sp.)
3. Komaroviopsis Doweld (1 sp.)
4. Calyptrosciadium Rech. fil. & Kuber (2 spp.)
5. Changium H. Wolff (1 sp.)
6. Chuanminshen M. L. Sheh & R. H. Shan (1 sp.)
7. Cyclorhiza M. L. Sheh & R. H. Shan (3 spp.)
8. Sphaerosciadium Pimenov & Kljuykov (1 sp.)